# 矢吹さゆり
矢吹 さゆり（やぶき さゆり、1984年12月12日 - ）は日本のAV女優。
東京都出身。血液型はO型。身長158cm。スリーサイズはバスト85cm・（Eカップ）ウエスト58cm・ヒップ83cm。趣味と特技は料理。

## 略歴
- 2003年にAVデビュー。

## 出演作品

### アダルトビデオ
- スカウト即ハメ（2003年6月15日、MOODYZ）[1]
- トリプル巨乳で満たしてあげる2（2003年7月1日、MOODYZ）[1]
- 淫靡レズビアン劇場　百合婦人　（2003年10月20日、KUKI）
- 豊乳中出し 第一章 矢吹冴子（2004年8月20日、KIプランイング）
- 巨乳凌辱BEST（2004年10月15日、MOODYZ）

## 写真集
- 『Love Juice-sweet』デジタル写真集